# Танасис Хадзис
Танасис Хадзис с псевдоним Аминдас (на гръцки: Θανάσης Χατζής-Αμύντας, на македонска литературна норма: Танасис Хаџис) е гръцки политик, деец на Комунистическата партия на Гърция (КПГ), ръководител на Националния освободителен фронт на Гърция (ЕАМ).

## Биография
Роден е като Танас Хаджиев в 1905 година в леринската паланка Суровичево, тогава в Османската империя, днес Аминдео, Гърция. Семейството му е гъркоманско - баща му Александър Хаджиев (Алексис Хадзис) е секретар на гръцкия революционен комитет в Суровичево. Средно образование получава във френския лицей в Солун, вече в Гърция, където прегръща марксистките идеи и е повлиян от Октомврийската революция. За марксическа дейност е затворен в Еди куле и е освободен само благодарение на намесата на семейството си. Влиза във Федерацията на комунистическата младеж на Гърция (ОКНЕ) и е водещ студентски деец в Атина, където първоначално учи право, а по-късно стоматология.
Постъпва във Военната академия, по настояване на зет си, но прекъсва, служи войник и отваря стоматологична клиника в Суровичево, където е единственият зъболекар. Служи като лекар в Итало-гръцката война, в която е тежко ранен и получава орден. За комунистическа дейност отново е затворен - този път в Акронавплия. Освободен е заедно с другите затворници от български произход и след ареста на Левтерис Апостолос, Танасис Хадзис го заменя и се заема да изпълни трудната задача да осигури гладкото функциониране на непрекъснато разширяващата се бойна формация, оперираща на принципа на единодушието и включващи политически сили с различни стратегически цели. Хадзис предприема много проучвателни контакти за сътрудничество с различни личности от старите партии. Според историка Илияс Николакопулос увеличаването на членската маса на ЕАМ се дължи на упоритите действия на Хадзис.
През февруари 1942 година е основана Гръцката народна освободителна армия (ЕЛАС) и Хадзис поема политическото ѝ лидерство, като печели уважението дори и на своите опоненти - британците и ЕДЕС. Помага на Димитрис Глинос при написването на книгата „Какво е и какво иска EAM?“. Заедно с писателя Димитрис Хадзис, Никос Карвунис и Костас Видалис редактира вестник „Елевтери Елада“. Жени се за Иро Хадзимарку, с която имат син. Избран е за депутат в Националния съвет в Корисхадес през май 1944 година. Става офицер от ЕЛАС, но тъй като не е съгласен с Ливанското споразумение, в средата на 1944 година предава задълженията си на Мицос Парцалидис и така не е на ключова позиция по време на Декемврийските събития.
На VII конгрес на КПГ е избран е в Централния комитет, втори по гласове след Хриса Хадзивасилиу. В 1945 година е арестуван и заточен на Икария. Стова войник на Демократичната армия на Гърция в 1947 година, но влиза в конфликт с генералния секретар Никос Захариадис, който го обвинява в егоизъм. След разгрома на ДАГ в Гражданската война, емигрира в СССР и работи като стругар в Чирчик, близо до Ташкент, като продължава да е антизахариадист. Жена му междувременно е в затвор в Гърция. Отново се присъединява към КПГ след падането на Захариадис и идването на Костас Колиянис на власт в партията. Работи в поликлиника като зъболекар. В 1957 година е изключен окончателно от партията и през 1968 година се мести в Скопие, Комунистическа Югославия. В известен смисъл той изглежда следва паралелен курс с Маркос Вафиадис, но без да е свързан със собствения му по-късен курс на спускане, тъй като на стари години се присъедини към ПАСОК.
След падането на хунтата, Хадзис е репатриран в Гърция и се посвещава на писането на исторически изследвания за великите събития. Автор е на многотомна история на Националната съпротива, озаглавена „Победната революция, която беше загубена“ («Η Νικηφόρα Επανάσταση που χάθηκε»). В нея Хадзис използва множество документи, като показва симпатия към Йоргис Сянтос и критикува Янис Йоанидис за липса на смелост. Въпреки недостатъците си книгата е ценна монография за периода.
Умира на 16 ноември 1982 година и е погребан в Първо атинско гробище два дни по-късно.